# تاريخ التدخين

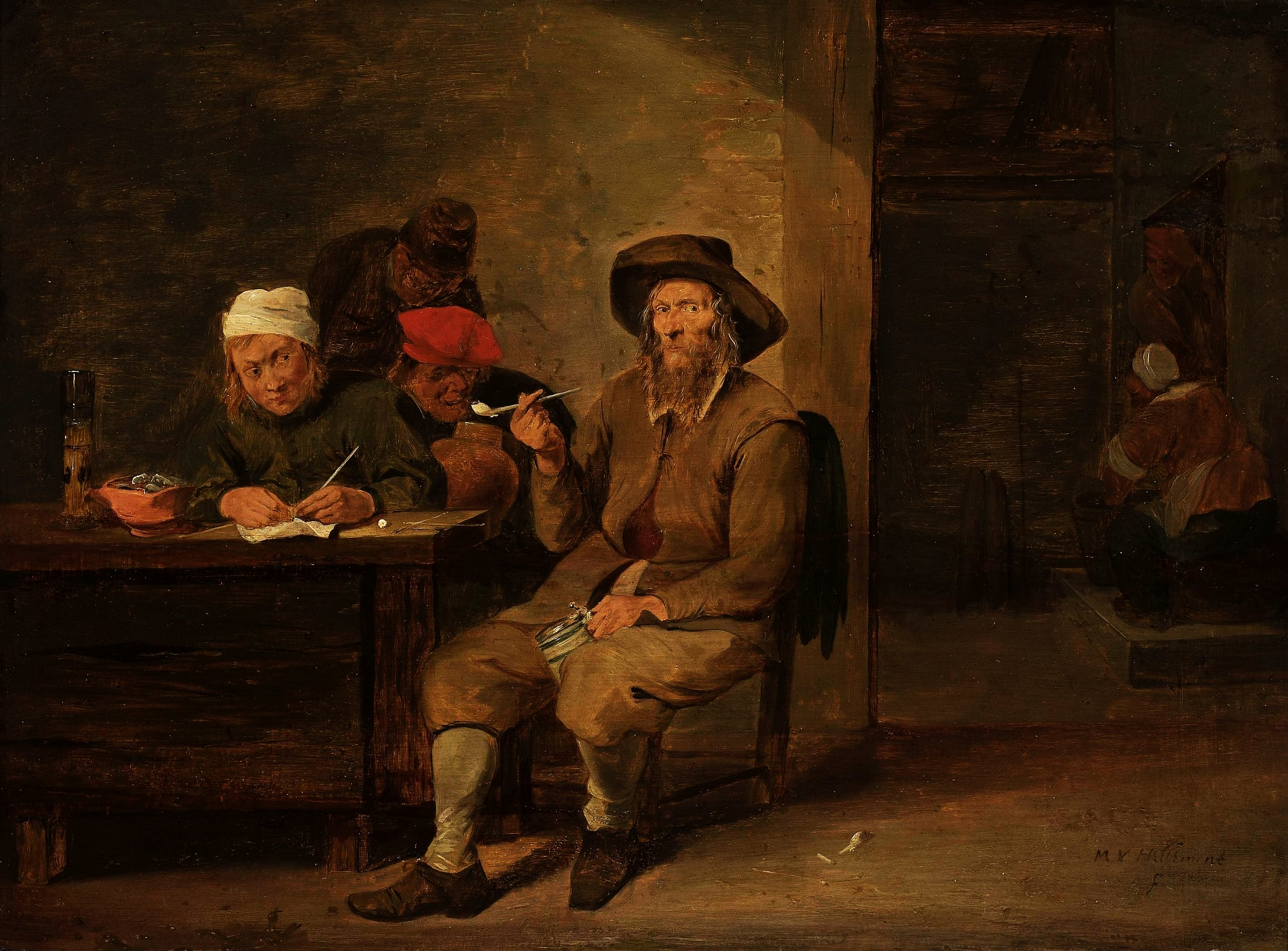

يعودُ  تاريخ التّدخين  إلى سنة 5000 قبل الميلاد؛ حيثُ كان موجوداً في مُختلف الثّقافات في العالم، وقد ارتبطت الاحتفالات والمَباهج الدينية قديماً بالتّدخين؛ حيثُ كان يُرافق تقديم القرابين للآلهة القديمة، كما كان مُلازماً لطقوس التّطهير. عندما غزت أوروبا استكشافيّاً القارتين الأمريكيتين ساهم ذلك في انتشار التّبغ إلى كلّ أجزاء العالم بشكلٍ سريع، وفي أوروبا ساهم التّدخين في تقديم نشاطاتٍ اجتماعيّة جديدة للسُكّان وصورةً من صور تعاطي المخدّرات بشكلٍ لم يُعرف سابقاً، أمّا في الدوّل العربية ففي فلسطين قد عُرف التبغ لأوّل مرّةٍ عام 1603م في زمن السلطان أحمد الأول، وبعد ذلك تمّ مَنع وحَظر التدخين على سكّان القدس عام 1633م في زمن السّلطان مراد الرابع.